# Кохає — не кохає (фільм)
«Кохає — не кохає» (фр. À la folie... pas du tout) — французький фільм режисера Летиції Коломбані, який вийшов у 2002 році.

## Сюжет
Дві сторони одної медалі, одна й та ж історія, розказана з різних точок зору.
Анжелік (Одрі Тоту), успішна студентка мистецтва, купує одну рожеву троянду в квітковому магазині, щоб доставити її своєму коханому, доктору Лоїку Ле Гарреку (Семюель Ле Біан). У проміжках між створенням своїх мистецьких проектів Анжелік підробляє в кафе та доглядає заможною сім’єю, яка відпочиває. Її друг Девід (Клеман Сібоні) не схвалює її роман з Лоїком, який одружений, але вона наполягає на тому, що Лоїк залишить свою дружину заради неї.
Коли у дружини Лоїка, Рейчел (Ізабель Карре), стається викидень, пара розлучається, і Анжелік готується вирушити з Лоїком у романтичну втечу до Флоренції. Однак Лоїк не зустрічає Анжелік в аеропорту, вирішивши налагодити справи зі своєю дружиною. Це кидає Анжелік у саморуйнівний цикл клінічної депресії, втрачаючи роботу та стипендію. Одного вечора, дивлячись новини, вона дізнається, що Лоїка заарештували за напад на одну зі своїх пацієнток, Соню Жасмін (Наталі Кребс). Вона йде в будинок Соні, щоб переконати її зняти звинувачення, і в наступній сварці Соня отримує серцевий напад і помирає. Вважаючи, що це поверне Лоїка, Анжелік краде з дому, щоб це виглядало як пограбування. Натомість Лоїка заарештовують за вбивство Соні. Анжелік, побачивши, як Лоїк обіймає свою дружину, коли його тягнуть геть, повертається додому, вмикає газову духовку та лягає на підлогу, щоб покінчити життя самогубством.
У цей момент фільм повертається до першої сцени, коли Анжелік купила рожеву троянду. Цього разу фільм розповідає про кур’єра, а подальші події розгортаються з точки зору Лоїка.
Лоїк отримує рожеву троянду і припускає, що дружина надіслала її йому. Виявляється, що Лоїк майже не знає Анжелік і що їхні шляхи перетинаються лише тому, що Анжелік доглядає за сусідкою Лоїка та Рейчел. Лоїк отримує подарунки та повідомлення Анжеліки, але не знає, хто їх надіслав. Виявляється, що викидень Рейчел стався через те, що «хтось» збив її мопедом; Раніше у фільмі показано, як Анжелік потрапила в «аварію», яка знищила мопед її друга та поранила руку. Лоїк починає вірити, що його переслідувач — Соня; він фізично нападає на неї, і вона висуває звинувачення у нападі. Після того, як вона помирає від серцевого нападу, Лоїка заарештовують як головного підозрюваного в її вбивстві. Після його арешту Рейчел каже поліції, що він був з нею в ніч смерті, що знімає з нього всі звинувачення.
Тієї ночі Лоїк бачить, як швидка допомога під’їжджає до будинку його сусіда після того, як Анжелік намагається вбити себе. Як лікар, він проводить штучне дихання рот в рот, від чого вона приходить до тями. Тепер, знаючи про неї, він вважає, що вона є його переслідувачем. Досліджуючи будинок, в якому вона доглядала, він знаходить мозаїку зі сміття в натуральну величину, на якій зображений він сам. Лоїк і Анжелік мають останню конфронтацію, під час якої він заявляє, що у них ніколи не було і ніколи не буде стосунків. Анжелік б'є його по голові мідною фігуркою, і він падає зі сходів. Анжеліку заарештовують, їй діагностують еротоманію та відправляють у психіатричну лікарню. Рейчел підтримує свого чоловіка, поки він оговтується від травм, а через кілька років подружжя показано в будинку з маленькими дітьми, як Лоїк шкутильгає з ходунками.
Через п'ять років після нападу Анжелік звільняють із психіатричної лікарні. Її терапевт хвалить її прогрес і каже їй: «Якщо ти продовжуватимеш приймати ліки, у тебе все буде добре». Однак, коли прибиральник очищає кімнату Анжелік, він виявляє, що її таблетки були приклеєні до стіни за шафою у вигляді мозаїки Лоїка, таким чином показуючи, що Анжелік ніколи не приймала ліків і все ще одержима Лоїком. Далі фільм закінчується цитатою справжнього еротомана: «Хоч моє кохання божевільне, мій розум полегшує серцевий біль, наказуючи мені бути терплячим і не втрачати надії».

## У ролях
- Одрі Тоту — Анжеліка
- Самюель Ле Б'ян — Лоїк
- Ізабель Карре — Рашель
- Клеман Сібоні — Давід